# Vilhelm 3. af Nederlandene
Vilhelm 3., født 17. februar 1817 i Bruxelles, død 23. november 1890 i Apeldoorn, var konge af Nederlandene og storhertug af Luxembourg 1849 – 1890. 
Han var søn af Vilhelm 2. af Nederlandene og Anna Pavlovna af Rusland, som var søster til tsar Alexander 1. af Rusland.

## Biografi
Allerede i begyndelsen af sin regeringstid kom han i modsætning til det liberale parti. I året 1862 afskaffede han slaveriet i hollandsk Vestindien. Da det Tyske forbund blev opløst i 1866, forsøgte han at frigøre Luxembourg og Limburg fra deres traditionelle forbindelse til de tyske områder – blandt andet forsøgte han at sælge Luxembourg til Frankrig, men det blev stoppet af Preussen.
Han døde i 1890 som følge af en nyresygdom og efterfulgtes i Nederlandene af datteren Vilhelmine. Dengang anerkendte Luxembourg ikke kvindelig arvefølge, og den tidligere hertug af Nassau blev storhertug af Luxembourg i 1890.

## Ægteskaber og børn
Hans første ægteskab blev indgået i 1839 med Sophie af Württemberg (1818 – 1877). Med hende fik han sønnerne:
1. Vilhelm (1840 – 1879; kronprins, død af en lungesygdom)
2. Maurits (1843 – 1850)
3. Alexander (1851 – 1884; kronprins)

Hans andet ægteskab blev indgået 7. januar 1879 med Emma af Waldeck-Pyrmont (1858 – 1934). Med hende fik han datteren:
1. Vilhelmine af Nederlandene (1880-1962).

## Eksterne links
- Wikimedia Commons har flere filer relateret til Vilhelm 3. af Nederlandene

| Vilhelm 3.Huset Oranien-NassauFødt: 17. februar 1817 Død: 23. november 1890 |                                      |                           |
| Titler som regent                                                           |                                      |                           |
| Foregående: Vilhelm 2.                                                      | Konge af Nederlandene 1849 – 1890    | Efterfølgende: Vilhelmine |
| Foregående: Vilhelm 2.                                                      | Storhertug af Luxembourg 1849 – 1890 | Efterfølgende: Adolf 1.   |